# Козловці
Козло́вці (рос. Козловцы, марій. Шолэҥер) — присілок у складі Новотор'яльського району Марій Ел, Росія. Входить до складу Пектубаєвського сільського поселення.

## Населення
Населення — 20 осіб (2010; 15 у 2002).
Національний склад (станом на 2002 рік):
- росіяни — 60 %
- марійці — 40 %